# Somers Point
Somers Point est une ville de l'État américain du New Jersey, située dans le comté d'Atlantic.
Lors du recensement de 2010, sa population est de 10 795 habitants. La municipalité s'étend sur 5,16 milles carrés (13,36 km2), dont 1,13 milles carrés (2,93 km2) d'étendues d'eau.
La ville devient un borough indépendant d'Egg Harbor Township le 24 avril 1886. Elle adopte le statut de city en 1902. Elle doit son nom à John Somers, à qui appartenaient ces terres.